# Priyanka Phogat
Priyanka Phogat (12 de mayo de 1993), es un luchadora india de lucha libre. Conquistó una medalla de plata en Campeonato Asiático de 2016. Compite en las competiciones de lucha Pro Wrestling League para el equipo CDR Punyab Royals. Proviene de una familia de lucha libre, la prima de Geeta Phogat.